# Боле, Грега
Грега Боле (словен. Grega Bole, род. 13 августа 1985 в Есенице, СФРЮ) — словенский профессиональный шоссейный велогонщик. Участник летних Олимпийских игр 2012 года.

## Победы
| 2006 - Чемпион Словении среди юниоров в групповой гонке - По пути короля Николы — этап 1 - Тур Словакии — этап 2 2007 - Льеж — Бастонь — Льеж среди юниоров - Джиро дель Фриули — этап 1 - Весенний трофей Истрии — этап 1 и 2-е место в общем зачёте 2008 - Гран-при Крани 2009 - Гран-при Нобили Рубинеттерие - Вуэльта Астурии — этап 3а - Тур Хайнаня — этап 7 и 2-е место в общем зачёте 2010 - Критериум Дофине — этап 1 - Тур Словении — этапы 1 и 2 | 2011 - Чемпион Словении в групповой гонке - Гран-при Плуэ 2013 - Тур Эна — этап 2 2014 - Тур Кореи — этап 1 и спринтерская классификация - Szlakiem Grodów Piastowskich — этап 1 - Тур озера Цинхай — этап 6 - Круг Арденн — этап 3 и очковая классификация - Тур Японии — очковая классификация и 2-е место в общем зачёте 2015 - Тур Хорватии — этап 1 |

## Статистика выступлений наГранд Турах
| Гранд Тур | 2010 | 2011 | 2012 | 2013 | 2014 |
| --------- | ---- | ---- | ---- | ---- | ---- |
| Джиро     | –    | –    | –    | сход | –    |
| Тур       | 125  | 127  | сход | –    | –    |
| Вуэльта   | 97   | –    | –    | 97   | –    |